# فانامويسا (كوس باريش)
فانامويسا (بالإنجليزية: Vanamõisa, Kose Parish)‏ هي قرية تقع في إستونيا في Kose Parish.[بحاجة لمصدر]